# Matsumoto
Matsumoto (松本市 (Tùng Bản thị) Matsumoto-shi) là thành phố thuộc tỉnh Nagano, Nhật Bản. Tính đến ngày 1 tháng 10 năm 2020, dân số ước tính thành phố là 241.145 người và mật độ dân số là 250 người/km2. Tổng diện tích thành phố là 978,5 km2.

## Địa lý

### Đô thị lân cận
- Nagano
  - Okaya
  - Shiojiri
  - Azumino
  - Yamagata
  - Asahi
  - Ōmachi
  - Chikuhoku
  - Ueda
  - Nagawa
  - Aoki
  - Shimosuwa
  - Kiso (thị trấn)
  - Kiso (làng)
- Gifu
  - Takayama

### Khí hậu
| Dữ liệu khí hậu của Matsumoto            | Dữ liệu khí hậu của Matsumoto | Dữ liệu khí hậu của Matsumoto | Dữ liệu khí hậu của Matsumoto | Dữ liệu khí hậu của Matsumoto | Dữ liệu khí hậu của Matsumoto | Dữ liệu khí hậu của Matsumoto | Dữ liệu khí hậu của Matsumoto | Dữ liệu khí hậu của Matsumoto | Dữ liệu khí hậu của Matsumoto | Dữ liệu khí hậu của Matsumoto | Dữ liệu khí hậu của Matsumoto | Dữ liệu khí hậu của Matsumoto | Dữ liệu khí hậu của Matsumoto |
| Tháng                                    | 1                             | 2                             | 3                             | 4                             | 5                             | 6                             | 7                             | 8                             | 9                             | 10                            | 11                            | 12                            | Năm                           |
| ---------------------------------------- | ----------------------------- | ----------------------------- | ----------------------------- | ----------------------------- | ----------------------------- | ----------------------------- | ----------------------------- | ----------------------------- | ----------------------------- | ----------------------------- | ----------------------------- | ----------------------------- | ----------------------------- |
| Cao kỉ lục °C (°F)                       | 18.8 (65.8)                   | 21.1 (70.0)                   | 25.9 (78.6)                   | 30.9 (87.6)                   | 33.6 (92.5)                   | 35.9 (96.6)                   | 37.9 (100.2)                  | 38.5 (101.3)                  | 36.1 (97.0)                   | 31.8 (89.2)                   | 25.6 (78.1)                   | 21.5 (70.7)                   | 38.5 (101.3)                  |
| Trung bình ngày tối đa °C (°F)           | 5.1 (41.2)                    | 6.6 (43.9)                    | 11.2 (52.2)                   | 17.9 (64.2)                   | 23.6 (74.5)                   | 26.4 (79.5)                   | 30.0 (86.0)                   | 31.4 (88.5)                   | 26.2 (79.2)                   | 19.8 (67.6)                   | 13.9 (57.0)                   | 8.0 (46.4)                    | 18.4 (65.1)                   |
| Trung bình ngày °C (°F)                  | −0.3 (31.5)                   | 0.6 (33.1)                    | 4.6 (40.3)                    | 10.8 (51.4)                   | 16.5 (61.7)                   | 20.2 (68.4)                   | 24.2 (75.6)                   | 25.1 (77.2)                   | 20.4 (68.7)                   | 13.9 (57.0)                   | 7.8 (46.0)                    | 2.5 (36.5)                    | 12.2 (54.0)                   |
| Tối thiểu trung bình ngày °C (°F)        | −4.9 (23.2)                   | −4.5 (23.9)                   | −1.0 (30.2)                   | 4.4 (39.9)                    | 10.4 (50.7)                   | 15.4 (59.7)                   | 19.8 (67.6)                   | 20.5 (68.9)                   | 16.2 (61.2)                   | 9.2 (48.6)                    | 2.6 (36.7)                    | −2.2 (28.0)                   | 7.2 (45.0)                    |
| Thấp kỉ lục °C (°F)                      | −24.8 (−12.6)                 | −20.4 (−4.7)                  | −17.9 (−0.2)                  | −10.1 (13.8)                  | −2.7 (27.1)                   | 2.3 (36.1)                    | 10.2 (50.4)                   | 8.0 (46.4)                    | 3.0 (37.4)                    | −3.6 (25.5)                   | −8.4 (16.9)                   | −19.2 (−2.6)                  | −24.8 (−12.6)                 |
| Lượng Giáng thủy trung bình mm (inches)  | 39.8 (1.57)                   | 38.5 (1.52)                   | 78.0 (3.07)                   | 81.1 (3.19)                   | 94.5 (3.72)                   | 114.9 (4.52)                  | 131.3 (5.17)                  | 101.6 (4.00)                  | 148.0 (5.83)                  | 128.3 (5.05)                  | 56.3 (2.22)                   | 32.7 (1.29)                   | 1.045,1 (41.15)               |
| Lượng tuyết rơi trung bình cm (inches)   | 33 (13)                       | 22 (8.7)                      | 12 (4.7)                      | 1 (0.4)                       | 0 (0)                         | 0 (0)                         | 0 (0)                         | 0 (0)                         | 0 (0)                         | 0 (0)                         | 0 (0)                         | 8 (3.1)                       | 76 (30)                       |
| Số ngày giáng thủy trung bình (≥ 0.5 mm) | 6.0                           | 6.1                           | 9.0                           | 9.1                           | 9.1                           | 11.3                          | 13.0                          | 10.3                          | 10.6                          | 9.2                           | 6.5                           | 6.6                           | 106.9                         |
| Số ngày tuyết rơi trung bình             | 16.2                          | 13.3                          | 11.1                          | 0                             | 0                             | 0.0                           | 0.0                           | 0.0                           | 0.0                           | 0.1                           | 2.6                           | 12.0                          | 55.3                          |
| Độ ẩm tương đối trung bình (%)           | 67                            | 64                            | 62                            | 58                            | 60                            | 69                            | 71                            | 70                            | 74                            | 75                            | 71                            | 69                            | 68                            |
| Số giờ nắng trung bình tháng             | 172.5                         | 171.2                         | 190.9                         | 204.8                         | 215.6                         | 166.3                         | 174.8                         | 202.9                         | 151.0                         | 160.9                         | 163.0                         | 160.9                         | 2.134,7                       |
| Nguồn: Cục Khí tượng Nhật Bản            |                               |                               |                               |                               |                               |                               |                               |                               |                               |                               |                               |                               |                               |

| Dữ liệu khí hậu của Nagawa, Matsumoto    | Dữ liệu khí hậu của Nagawa, Matsumoto | Dữ liệu khí hậu của Nagawa, Matsumoto | Dữ liệu khí hậu của Nagawa, Matsumoto | Dữ liệu khí hậu của Nagawa, Matsumoto | Dữ liệu khí hậu của Nagawa, Matsumoto | Dữ liệu khí hậu của Nagawa, Matsumoto | Dữ liệu khí hậu của Nagawa, Matsumoto | Dữ liệu khí hậu của Nagawa, Matsumoto | Dữ liệu khí hậu của Nagawa, Matsumoto | Dữ liệu khí hậu của Nagawa, Matsumoto | Dữ liệu khí hậu của Nagawa, Matsumoto | Dữ liệu khí hậu của Nagawa, Matsumoto | Dữ liệu khí hậu của Nagawa, Matsumoto |
| Tháng                                    | 1                                     | 2                                     | 3                                     | 4                                     | 5                                     | 6                                     | 7                                     | 8                                     | 9                                     | 10                                    | 11                                    | 12                                    | Năm                                   |
| ---------------------------------------- | ------------------------------------- | ------------------------------------- | ------------------------------------- | ------------------------------------- | ------------------------------------- | ------------------------------------- | ------------------------------------- | ------------------------------------- | ------------------------------------- | ------------------------------------- | ------------------------------------- | ------------------------------------- | ------------------------------------- |
| Cao kỉ lục °C (°F)                       | 12.4 (54.3)                           | 16.5 (61.7)                           | 21.4 (70.5)                           | 27.5 (81.5)                           | 30.1 (86.2)                           | 31.5 (88.7)                           | 33.1 (91.6)                           | 34.4 (93.9)                           | 32.1 (89.8)                           | 27.5 (81.5)                           | 21.8 (71.2)                           | 17.3 (63.1)                           | 34.4 (93.9)                           |
| Trung bình ngày tối đa °C (°F)           | 1.6 (34.9)                            | 2.9 (37.2)                            | 7.2 (45.0)                            | 14.2 (57.6)                           | 19.9 (67.8)                           | 22.8 (73.0)                           | 26.3 (79.3)                           | 27.5 (81.5)                           | 22.9 (73.2)                           | 17.1 (62.8)                           | 11.2 (52.2)                           | 4.7 (40.5)                            | 14.9 (58.8)                           |
| Trung bình ngày °C (°F)                  | −3.5 (25.7)                           | −2.9 (26.8)                           | 1.0 (33.8)                            | 7.0 (44.6)                            | 12.5 (54.5)                           | 16.3 (61.3)                           | 20.1 (68.2)                           | 20.7 (69.3)                           | 16.5 (61.7)                           | 10.2 (50.4)                           | 4.6 (40.3)                            | −0.6 (30.9)                           | 8.5 (47.3)                            |
| Tối thiểu trung bình ngày °C (°F)        | −8.9 (16.0)                           | −9.0 (15.8)                           | −4.9 (23.2)                           | 0.2 (32.4)                            | 5.4 (41.7)                            | 10.8 (51.4)                           | 15.3 (59.5)                           | 15.8 (60.4)                           | 11.8 (53.2)                           | 4.9 (40.8)                            | −0.9 (30.4)                           | −5.6 (21.9)                           | 2.9 (37.2)                            |
| Thấp kỉ lục °C (°F)                      | −20.4 (−4.7)                          | −20.9 (−5.6)                          | −17.4 (0.7)                           | −13.0 (8.6)                           | −4.5 (23.9)                           | 0.3 (32.5)                            | 6.6 (43.9)                            | 6.2 (43.2)                            | −1.3 (29.7)                           | −5.7 (21.7)                           | −11.6 (11.1)                          | −17.8 (0.0)                           | −20.9 (−5.6)                          |
| Lượng Giáng thủy trung bình mm (inches)  | 81.4 (3.20)                           | 92.7 (3.65)                           | 149.9 (5.90)                          | 151.6 (5.97)                          | 180.2 (7.09)                          | 221.3 (8.71)                          | 272.0 (10.71)                         | 162.5 (6.40)                          | 242.6 (9.55)                          | 188.0 (7.40)                          | 119.7 (4.71)                          | 84.9 (3.34)                           | 1.946,8 (76.65)                       |
| Số ngày giáng thủy trung bình (≥ 1.0 mm) | 11.6                                  | 10.6                                  | 12.6                                  | 12.0                                  | 12.2                                  | 14.2                                  | 16.3                                  | 12.2                                  | 12.6                                  | 11.1                                  | 10.0                                  | 12.2                                  | 147.6                                 |
| Số giờ nắng trung bình tháng             | 108.7                                 | 127.1                                 | 157.4                                 | 174.9                                 | 195.6                                 | 148.4                                 | 152.0                                 | 176.8                                 | 140.6                                 | 147.9                                 | 125.7                                 | 105.1                                 | 1.759,5                               |
| Nguồn: Cục Khí tượng Nhật Bản            |                                       |                                       |                                       |                                       |                                       |                                       |                                       |                                       |                                       |                                       |                                       |                                       |                                       |

| Dữ liệu khí hậu của Sân bay Matsumoto    | Dữ liệu khí hậu của Sân bay Matsumoto | Dữ liệu khí hậu của Sân bay Matsumoto | Dữ liệu khí hậu của Sân bay Matsumoto | Dữ liệu khí hậu của Sân bay Matsumoto | Dữ liệu khí hậu của Sân bay Matsumoto | Dữ liệu khí hậu của Sân bay Matsumoto | Dữ liệu khí hậu của Sân bay Matsumoto | Dữ liệu khí hậu của Sân bay Matsumoto | Dữ liệu khí hậu của Sân bay Matsumoto | Dữ liệu khí hậu của Sân bay Matsumoto | Dữ liệu khí hậu của Sân bay Matsumoto | Dữ liệu khí hậu của Sân bay Matsumoto | Dữ liệu khí hậu của Sân bay Matsumoto |
| Tháng                                    | 1                                     | 2                                     | 3                                     | 4                                     | 5                                     | 6                                     | 7                                     | 8                                     | 9                                     | 10                                    | 11                                    | 12                                    | Năm                                   |
| ---------------------------------------- | ------------------------------------- | ------------------------------------- | ------------------------------------- | ------------------------------------- | ------------------------------------- | ------------------------------------- | ------------------------------------- | ------------------------------------- | ------------------------------------- | ------------------------------------- | ------------------------------------- | ------------------------------------- | ------------------------------------- |
| Cao kỉ lục °C (°F)                       | 15.5 (59.9)                           | 19.2 (66.6)                           | 24.5 (76.1)                           | 29.0 (84.2)                           | 32.2 (90.0)                           | 33.7 (92.7)                           | 35.2 (95.4)                           | 36.6 (97.9)                           | 35.2 (95.4)                           | 28.9 (84.0)                           | 23.1 (73.6)                           | 20.0 (68.0)                           | 36.6 (97.9)                           |
| Trung bình ngày tối đa °C (°F)           | 4.0 (39.2)                            | 5.9 (42.6)                            | 10.5 (50.9)                           | 16.9 (62.4)                           | 22.6 (72.7)                           | 25.7 (78.3)                           | 28.7 (83.7)                           | 30.5 (86.9)                           | 25.6 (78.1)                           | 19.0 (66.2)                           | 13.1 (55.6)                           | 7.2 (45.0)                            | 17.5 (63.5)                           |
| Trung bình ngày °C (°F)                  | −1.4 (29.5)                           | 0.0 (32.0)                            | 3.9 (39.0)                            | 9.8 (49.6)                            | 15.7 (60.3)                           | 19.6 (67.3)                           | 23.2 (73.8)                           | 24.3 (75.7)                           | 19.9 (67.8)                           | 13.4 (56.1)                           | 7.1 (44.8)                            | 1.7 (35.1)                            | 11.4 (52.6)                           |
| Tối thiểu trung bình ngày °C (°F)        | −7.3 (18.9)                           | −6.1 (21.0)                           | −2.5 (27.5)                           | 2.7 (36.9)                            | 8.8 (47.8)                            | 14.2 (57.6)                           | 18.9 (66.0)                           | 19.6 (67.3)                           | 15.3 (59.5)                           | 8.2 (46.8)                            | 1.3 (34.3)                            | −4.0 (24.8)                           | 5.8 (42.4)                            |
| Thấp kỉ lục °C (°F)                      | −17.2 (1.0)                           | −17.9 (−0.2)                          | −11.9 (10.6)                          | −8.8 (16.2)                           | −2.4 (27.7)                           | 3.2 (37.8)                            | 11.9 (53.4)                           | 9.8 (49.6)                            | 4.5 (40.1)                            | −3.2 (26.2)                           | −9.2 (15.4)                           | −13.7 (7.3)                           | −17.9 (−0.2)                          |
| Lượng Giáng thủy trung bình mm (inches)  | 34.6 (1.36)                           | 41.2 (1.62)                           | 79.8 (3.14)                           | 90.6 (3.57)                           | 103.0 (4.06)                          | 113.9 (4.48)                          | 147.4 (5.80)                          | 98.3 (3.87)                           | 143.2 (5.64)                          | 151.0 (5.94)                          | 59.7 (2.35)                           | 39.6 (1.56)                           | 1.102,2 (43.39)                       |
| Số ngày giáng thủy trung bình (≥ 1.0 mm) | 4.9                                   | 5.6                                   | 7.5                                   | 9.0                                   | 8.4                                   | 10.1                                  | 12.5                                  | 9.9                                   | 9.4                                   | 8.1                                   | 5.9                                   | 5.3                                   | 96.6                                  |
| Nguồn: Cục Khí tượng Nhật Bản            |                                       |                                       |                                       |                                       |                                       |                                       |                                       |                                       |                                       |                                       |                                       |                                       |                                       |

## Giao thông

### Sân bay
- Sân bay Matsumoto

### Đường sắt
- JR East –  Tuyến Shinonoi
  - Murai – Hirata – Minami-Matsumoto – Matsumoto
- JR East –  Tuyến Ōito
  - Matsumoto – Kita-Matsumoto – Shimauchi – Shimatakamatsu
- Alpico Kōtsū – Tuyến Kamikōchi
  - Matsumoto – Nishi-Matsumoto – Nagisa – Shinano-Arai –  Ōniwa – Shimonii – Kitanii-Matsumotodaigakumae – Niimura – Samizo – Moriguchi – Shimojima  – Hata – Endō – Shin-Shimashima

### Cao tốc/Xa lộ
- Cao tốc Nagano
- Quốc lộ 19
- Quốc lộ 143
- Quốc lộ 147
- Quốc lộ 158
- Quốc lộ 254
- Quốc lộ 403